# یومی یوشینو
یومی یوشینو (انگلیسی: Yumi Yoshino؛ زادهٔ ۲ ژوئیهٔ ۱۹۸۰) بازیگر اهل ژاپن است.